# Gentosha
Gentosha Inc. (яп. 株式会社幻冬舎 кабусики гайся гэнто:ся, JASDAQ: 7843) — японское издательство, выпускающее литературные журналы, бизнес-журналы, издания развлекательной тематики и мангу (японские комиксы). Компания возникла в мае 1993 года. Её возглавляет Мородзуки Хироси (яп. 諸角裕).

## Журналы
- GINGER (ジンジャー, дзиндзя:) — женский журнал о моде
- GOETHE (ゲーテ, гэ: тэ) — мужской журнал о бизнесе
- papyrus (パピルス, папирусу) — литературный журнал
- Comic Birz (コミックバーズ, комикку ба: дзу) — ежемесячный журнал манги
- Web Comic GENZO (WebコミックGENZO)